# Оно, Сёхэй
Сёхэй Оно (яп. 大野将平 О:но Сё:хэй, 3 февраля 1992 года, Ямагути, Япония) — японский дзюдоист, двукратный чемпион Олимпийских игр, семикратный чемпион мира (три раза в личном и четырежды в командном первенстве), обладатель Кубка мира, победитель Азиатских игр, серебряный призёр чемпионата Азии, четырёхкратный чемпион Японии. Обладатель 5-го дана IJF.

## Биография
Начал заниматься дзюдо в семь лет в клубе бойскаутов Мацуми в Ямагути, пойдя по стопам отца, который тренировал в местном молодёжном клубе. После окончания Оно начальной школы, семья переехала в Токио, где он продолжил занятия.
В 2010 году победил на международном турнире в Лионе среди участников не старше 20 лет (U20), а на этапе розыгрыша Большого Шлема в Токио был пятым. В 2011 году завоевал звание чемпиона мира (U20), и в 19 лет завоевал Кубок мира среди взрослых. В 2012 году завоевал серебряные медали чемпионата Азии и чемпионата Японии, победил на турнире Большого Шлема в Токио и завоевал Кубок Кодокана.
В 2013 году был третьим на турнире Большого Шлема в Париже и на чемпионате Японии, а затем завоевал звание чемпиона мира в личном зачёте и «бронзу» в команде. В 2014 году стал чемпионом Японии, и, оставшись за чертой призёров в личном первенстве, стал чемпионом мира в команде в Челябинске; также занял второе место на турнире Большого Шлема в Токио.
В 2015 году победил на Гран-при Дюссельдорф, был третьим на национальном чемпионате, и во второй раз завоевал звание чемпиона мира в личном первенстве и во второй же в команде.
В 2016 году снова выиграл Гран-при Дюссельдорф и стал двукратным чемпионом Японии. На Олимпийские игры ехал в звании абсолютного фаворита. Выступал на Олимпийских играх 2016 года, в категории до 73 килограммов. Спортсмены были разделены на 4 группы, из которых четыре дзюдоиста по результатам четвертьфиналов выходили в полуфиналы. Проигравшие в четвертьфинале встречались в «утешительных» схватках и затем с потерпевшими поражение в полуфиналах, и по этим результатам определялись бронзовые призёры.
Сёхэй Оно победил во всех схватках и завоевал золотую медаль Олимпийских игр.
| Круг  | Соперник        | Действия                                                                           | Итог    | Соперник                 | Действия                                                                                         |
| ----- | --------------- | ---------------------------------------------------------------------------------- | ------- | ------------------------ | ------------------------------------------------------------------------------------------------ |
| 1/32  | Сёхэй Оно (JPN) | Ёко Сихо Гатамэ (1:50) — иппон                                                     | 100—0s3 | Мигель Мурильо (CRC)     | Ложная атака (0:31) — сидо Выход за пределы татами (0:44) — сидо Захват за штанину (1:00) — сидо |
| 1/16  | Сёхэй Оно (JPN) | Ути Мата (2:50) — иппон                                                            | 100—0   | Виктор Скворцов (UAE)    | —                                                                                                |
| 1/4   | Сёхэй Оно (JPN) | Коси Гурума (0:37) — вадза ари                                                     | 010—0   | Лаша Шавдатуашвили (GEO) | —                                                                                                |
| 1/2   | Сёхэй Оно (JPN) | Томоэ Нагэ (1:54) — вадза ари Сэойнагэ (3:30) — юко Томоэ Нагэ (3:57) — иппон      | 111—0s1 | Дирк ван Тихелт (BEL)    | Пассивность (3:21) — сидо                                                                        |
| Финал | Сёхэй Оно (JPN) | Ути Мата (1:44) — вадза ари Ложная атака (2:22) — сидо Ути Макикоми (3:15) — иппон | 110s1—0 | Рустам Оруджев (AZE)     | —                                                                                                |

На предолимпийском чемпионате мира 2019 года, который проходил в Токио завоевал золотую медаль, переиграв в поединке за чемпионский титул соперника из Азербайджана Рустама Оруджева. В составе смешанной команды стал чемпионом мира. На Олимпиаде в Токио спортсмен вновь завоевал золото, победив Лазу Шавдатуашвили из Грузии в финальной схватке в весовой категории до 73 килограммов.
| Круг  | Соперник        | Действия                                                                                           | Итог    | Соперник                  | Действия                                                   |
| ----- | --------------- | -------------------------------------------------------------------------------------------------- | ------- | ------------------------- | ---------------------------------------------------------- |
| 1/16  | Сёхэй Оно (JPN) | Ути Мата (1:39) — иппон                                                                            | 10—0    | Александру Райку (ROU)    | —                                                          |
| 1/8   | Сёхэй Оно (JPN) | Пассивность (1:39) — сидо Ёко Сихэ Гатамэ (2:52) — иппон                                           | 10s1—0  | Билал Чилоглу (TUR)       | —                                                          |
| 1/4   | Сёхэй Оно (JPN) | Выход за пределы татами (1:41) — сидо Ути Мата (2:06) — вадза-ари Коути Гари (2:06) — вадза-ари    | 10s1—0  | Рустам Оруджев (AZE)      | —                                                          |
| 1/2   | Сёхэй Оно (JPN) | Захват одной рукой (4:29) — сидо Косото Гакэ (4:53) — вадза ари                                    | 1s1—0s2 | Ценд-Очир Цугбаатар (MGL) | Пассивность (1:24) — сидо Захват одной рукой (4:29) — сидо |
| Финал | Сёхэй Оно (JPN) | Односторонний захват (4:44) — сидо Пассивность (6:41) — сидо Сасаэ Цурикоми Аси (9:25) — вадза-ари | 1s2—0s1 | Лаша Шавдатуашвили (GEO)  | Удар ногой (5:34) — сидо                                   |

Сёхэй Оно отменно выполняет о сото гари (отхват) и ути мата (подхват), повторяя их до 1000 раз в день и обладает удивительными техническими и физическими кондициями: в тренировочном лагере при своём весе в 73 килограмма он сумел бросить подхватом под одну ногу 140-килограммового Тедди Ринера
Увлекается тяжёлой атлетикой. Окончил Университет Тэнри (2014).
В 2016 году стал лауреатом почётных премий в области спорта префекту Ямагути, Нара и города Токио. В 2019 году стал лауреатом специальной премии Asahi TV Big и премии года по версии клуба спортивных журналистов Токио 